# Enríque Estrada
Enríque Estrada Ramírez (* 11. Mai 1921 in Río Blanco, Jalisco), auch bekannt unter dem Spitznamen „Picacho“, ist ein ehemaliger mexikanischer Fußballspieler auf der Position eines  Innenverteidigers.

## Laufbahn
Der auffällig hellhäutige und blonde Estrada erinnerte seine Mitspieler offensichtlich an einen schneebedeckten Berggipfel, weshalb sie ihm den Spitznamen „Picacho“ gaben, der die Spitze eines Berges beschreibt.
Estrada wurde im Nachwuchsbereich des Club Deportivo Imperio ausgebildet, der einst eine herausragende Bedeutung als Talentschmiede im Großraum von Guadalajara eingenommen hatte und sieben WM-Teilnehmer und mehr als Hundert Fußballprofis hervorgebracht hat.
Als der benachbarte Club Deportivo Oro zur Saison 1944/45 den Weg in den Profifußball gegangen war, schloss Estrada sich diesem Verein für die Dauer von zwei Jahren an, zog sich aber 1946 wieder aus dem Profifußball zurück.
Zur Saison 1948/49 wagte er dann noch einmal den Weg in den Profifußball und schloss sich dem Club Deportivo Guadalajara an, für den er fünf Einsätze absolvierte.